# Alpiscorpius caporiaccoi
Espèce
Synonymes
- Euscorpius mingrelicus caporiaccoi Bonacina, 1980

Alpiscorpius caporiaccoi est une espèce de scorpions de la famille des Euscorpiidae.

## Distribution
Cette espèce est endémique de Bosnie-Herzégovine. Elle se rencontre vers Barevo.

## Description
Le mâle décrit par Tropea en 2021 mesure 25,65 mm et la femelle 27,28 mm. Alpiscorpius caporiaccoi mesure de 24 à 29 mm.

## Systématique et taxinomie
Cette espèce a été décrite sous le protonyme Euscorpius mingrelicus caporiaccoi par Bonacina en 1980. Elle suit son espèce dans le genre Alpiscorpius en 2019. Elle est élevée au rang d'espèce par Tropea en 2021.

## Étymologie
Cette espèce est nommée en l'honneur de Lodovico di Caporiacco.

## Publication originale
- Bonacina, 1980 : « Sistematica specifica e sottospecifica del complesso Euscorpius germanus (Scorpiones, Chactidae). » Rivista del Museo Civico di Scienze Naturali Enrico Caffi (Bergamo), vol. 2, p. 47–100.